# 峨桥镇
峨桥镇，是中华人民共和国安徽省芜湖市弋江区下辖的一个乡镇级行政单位。

## 行政区划
峨桥镇下辖以下地区：
茗香社区、峨桥村、浮城村、岳山村、桂港村、梅山村、茶亭村、浮山村、丰裕村、农庄村、响水涧村、东湾村、山湖村、新淮村、佘村、石谷村和虬保村。